# Einheit
«Einheit» (с нем. — «Единство») — ежемесячный журнал ЦК Социалистической единой партии Германии по вопросам теории и практики научного социализма.
Первый выпуск журнала вышел в 1946 году в Большом Берлине.
На страницах журнала освещались проблемы строительства социализма в ГДР, опыты хозяйственного и культурного строительства СССР и стран Варшавского договора и критика политики ФРГ. В журнале также публиковались статьи по вопросам германского и международного коммунистического и рабочего движения.
Выпуск журнала был прекращён в 1989 году после преобразования Социалистической единой партии Германии в Партию демократического социализма.